# 母亲 (索罗拉)
《母亲》是西班牙画家华金·索罗拉创作于1895年的油画作品。它的规格是125×169cm。
这幅画是索罗拉作品中最美丽也是最神秘的一幅。画面中，画家的妻子和他们刚出生的女儿埃琳娜亲密无间地躺在一起，两人都被一床白色的被褥所覆盖，是一个温馨唯美的场景。
这幅画现收藏于马德里的索罗拉博物馆。

## 资料来源
1. 1 2   Equipo editorial Libsa (ed) (2009). Sorolla. Alcobendas, Madrid: Editorial LIBSA. p. 218. ISBN 978-84-662-1879-5.